# Список национальных парков Ирландии
Система национальных парков Республики Ирландия отображает типичные и уникальные природные ландшафты острова. Парки, в количестве шести, управляются правительственным агентством — Службой национальных парков и дикой природы (англ. The National Parks and Wildlife Service). Целью этой организации является создание системы природоохранных зон, которая представляет всё многообразие природы Ирландии. Задачи агентства — сохранение целостности экосистем, биоразнообразия и предоставление возможности для посещения парков и изучения природы Ирландии всем желающим.
Ниже представлен список национальных парков Ирландии в алфавитном порядке. В 2010 году насчитывалось 6 национальных парков.

## Национальные парки
Номинированы на статус всемирного наследия в Ирландии.
| Название                                              | Графство / Территория | Площадь, км² | Год основания | Изображение | Карта                                                  | Категория МСОП | Координаты                     |
| ----------------------------------------------------- | --------------------- | ------------ | ------------- | ----------- | ------------------------------------------------------ | -------------- | ------------------------------ |
| Балликрой англ. Ballycroy National Park               | Мейо                  | 117,79       | 1998          |             | Список национальных парков Ирландии (Ирландия) · Точка | II             | 54°01′01″ с. ш. 9°42′00″ з. д. |
| Буррен англ. Burren National Park                     | Клэр                  | 110          | 1998          |             | Список национальных парков Ирландии (Ирландия) · Точка | II             | 53°02′ с. ш. 9°04′ з. д.       |
| Гленвех англ. Glenveagh National Park                 | Донегол               | 110          | 1984          |             | Список национальных парков Ирландии (Ирландия) · Точка | II             | 55°01′ с. ш. 8°02′ з. д.       |
| Килларни англ. Killarney National Park                | Керри                 | 102,89       | 1932          |             | Список национальных парков Ирландии (Ирландия) · Точка | II             | 52°00′ с. ш. 9°20′ з. д.       |
| Коннемара англ. Connemara National Park               | Голуэй                | 30           | 1980          |             | Список национальных парков Ирландии (Ирландия) · Точка | II             | 53°20′ с. ш. 9°34′ з. д.       |
| Уиклоу-Маунтинз англ. Wicklow Mountains National Park | Уиклоу                | 205          | 1991          |             | Список национальных парков Ирландии (Ирландия) · Точка | II             | 53°03′ с. ш. 6°12′ з. д.       |